# Liste des ponts de Nancy
Cet article recense tous les ponts et passerelles de la ville de Nancy, franchissant la Meurthe, le canal de la Marne au Rhin, les voies ferrées et les voies routières.

## Ponts au-dessus de la Meurthe

### Lit principal
D'amont en aval :
- Pont du Millénaire[1] (2003), sur la rocade sud-est M674, reliant Nancy et Tomblaine
- Pont de Tomblaine (1842), rebaptisé pont Jean Moulin, reliant Nancy et Tomblaine[2] (D2a.015 PR 0+20)
- Pont de la Concorde (1987), reliant Nancy et Tomblaine
- Pont d'Essey (1749), nom historique du pont reliant Nancy et Saint-Max[a] (avenue Carnot), appelé aussi Pont Carnot par les Maxois
- Viaduc Louis-Marin[b],[3] (1976), reliant Nancy à Saint-Max et à Malzéville
- Pont de Malzéville (1501), reliant Nancy et Malzéville ; connu autrefois comme « Vieux pont de pierre », il a été dénommé « Pont Renaissance » en 2013
- Pont Vayringe (1972), reliant Nancy (rue Vayringe) et Malzéville (rue du Lion d'Or et La Douëra)

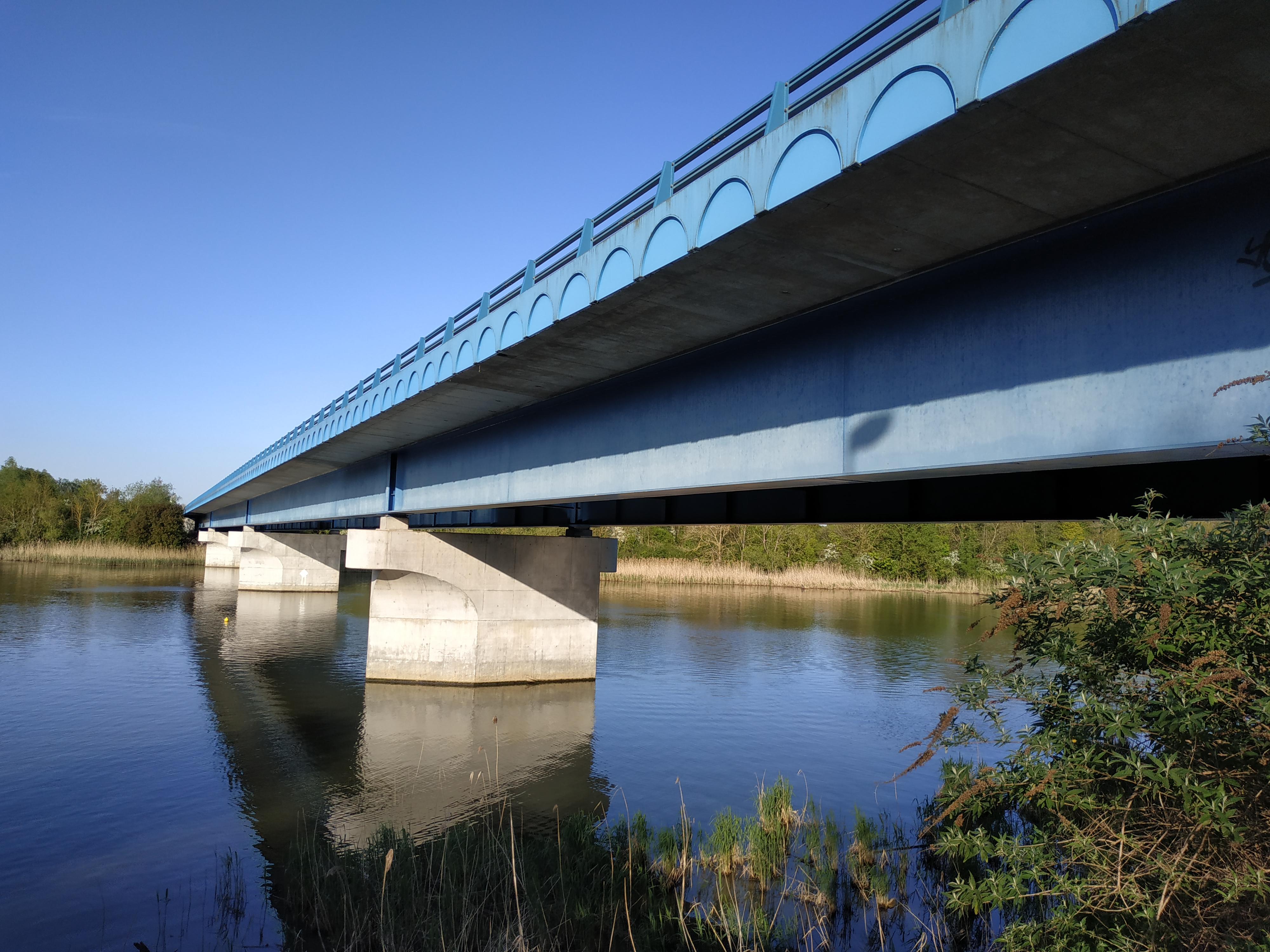
Pont du  Millénaire
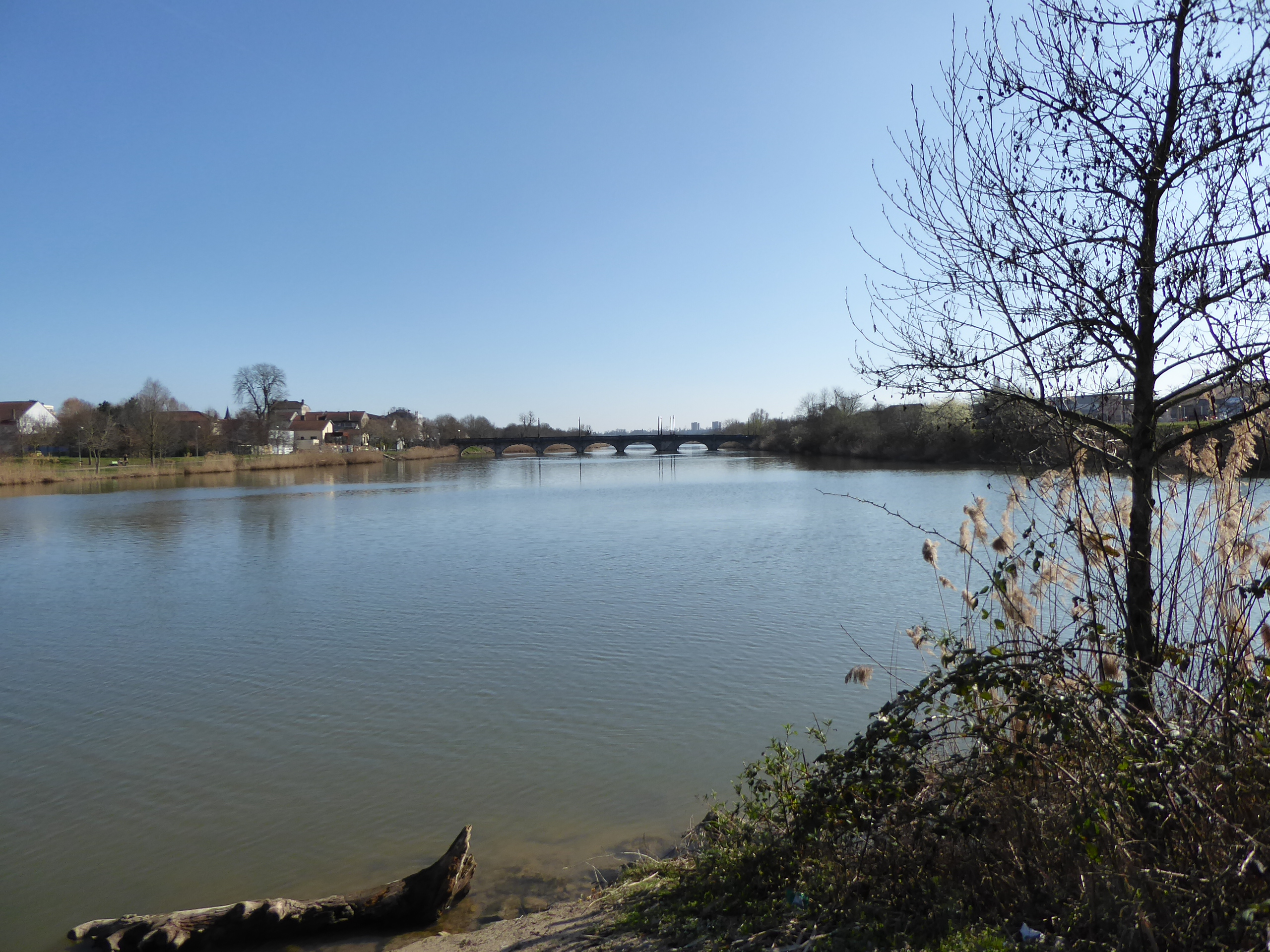
Pont de Tomblaine
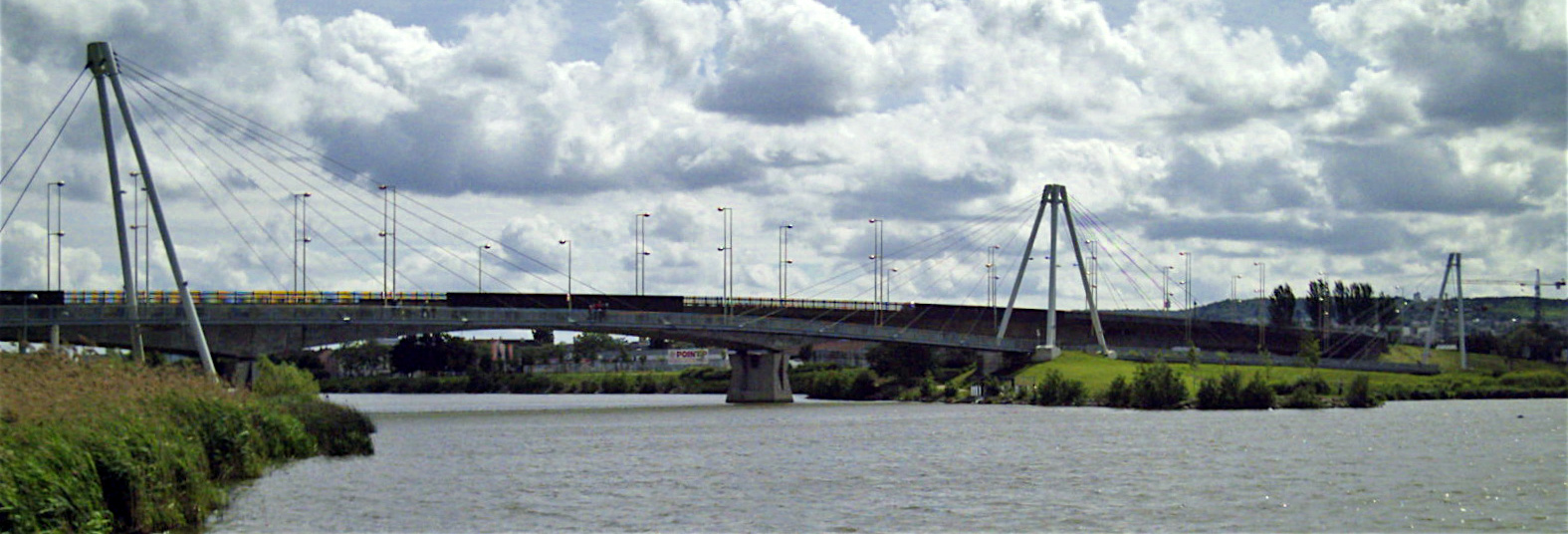
Pont de la Concorde
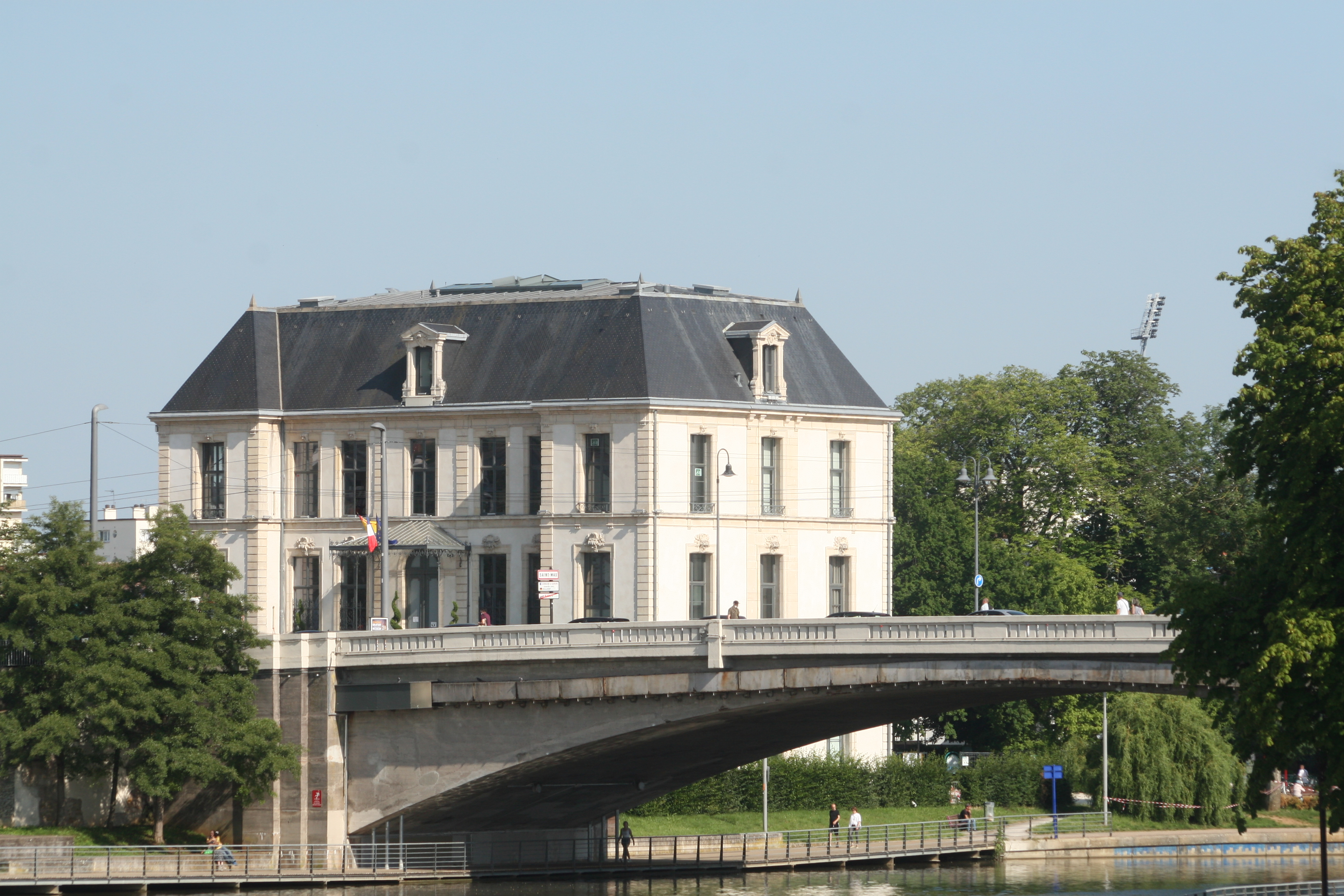
Pont d'Essey et Château avenue Carnot à Saint-Max
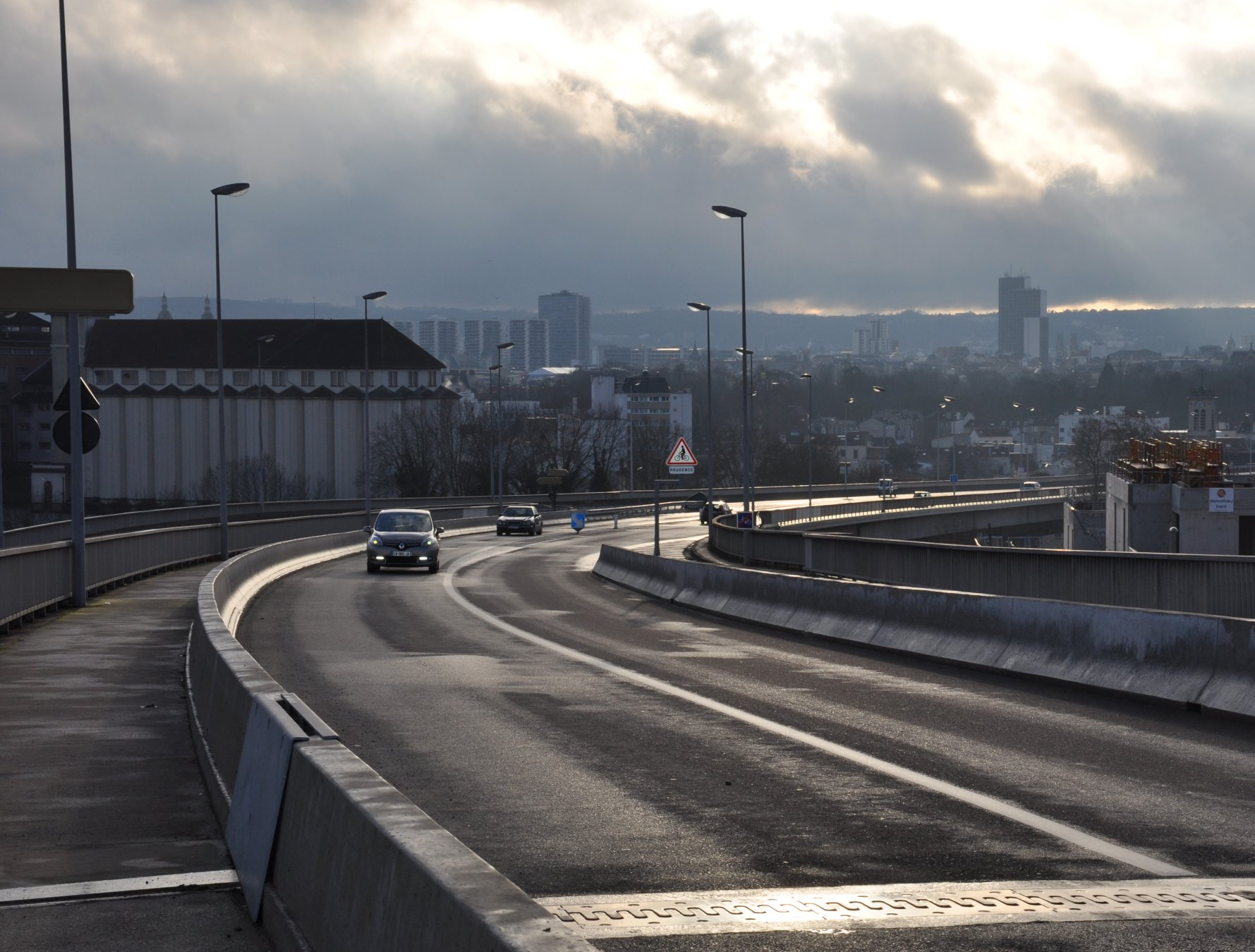
Viaduc Louis-Marin à Malzéville
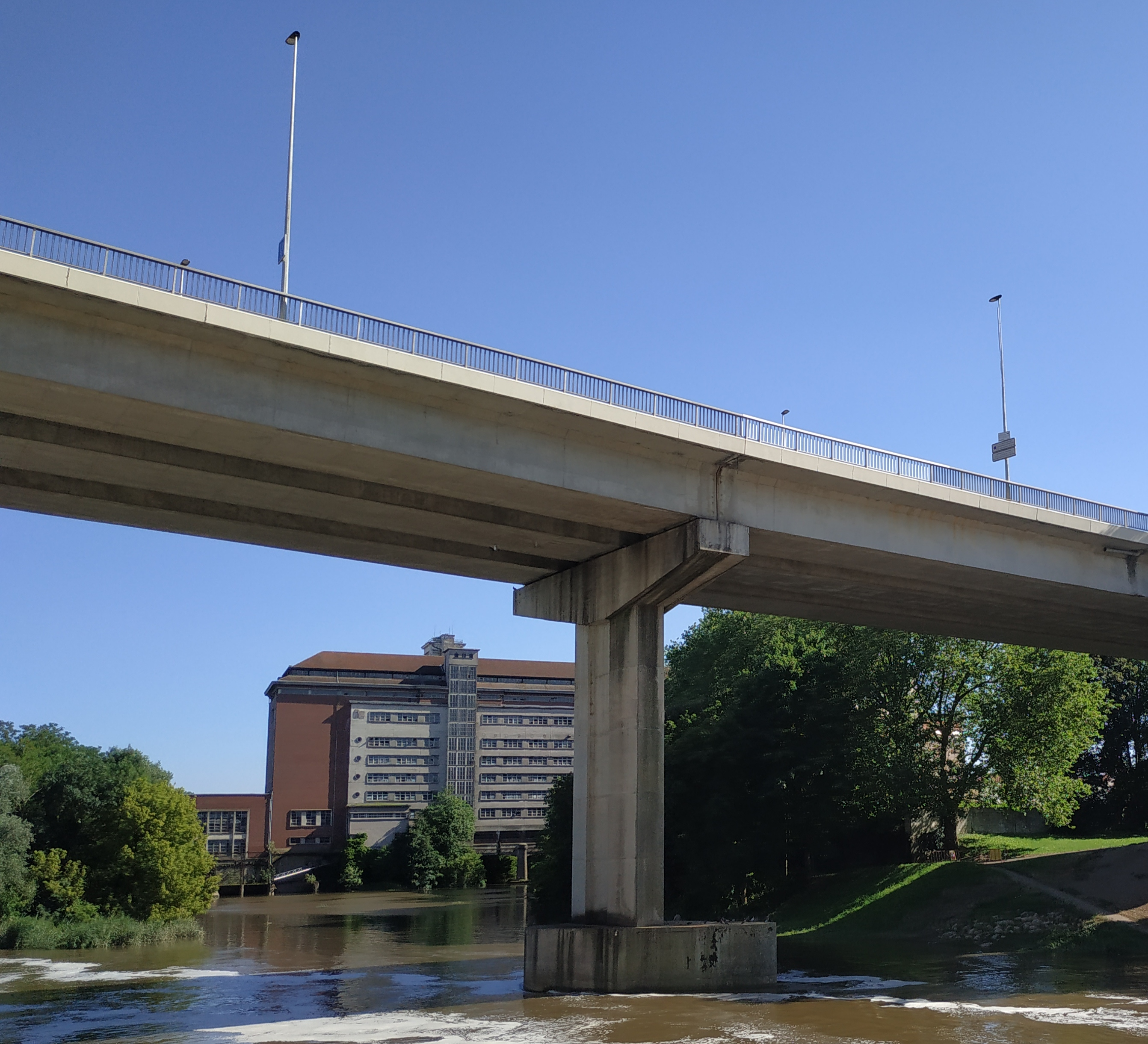
Viaduc Louis-Marin et Grands Moulins
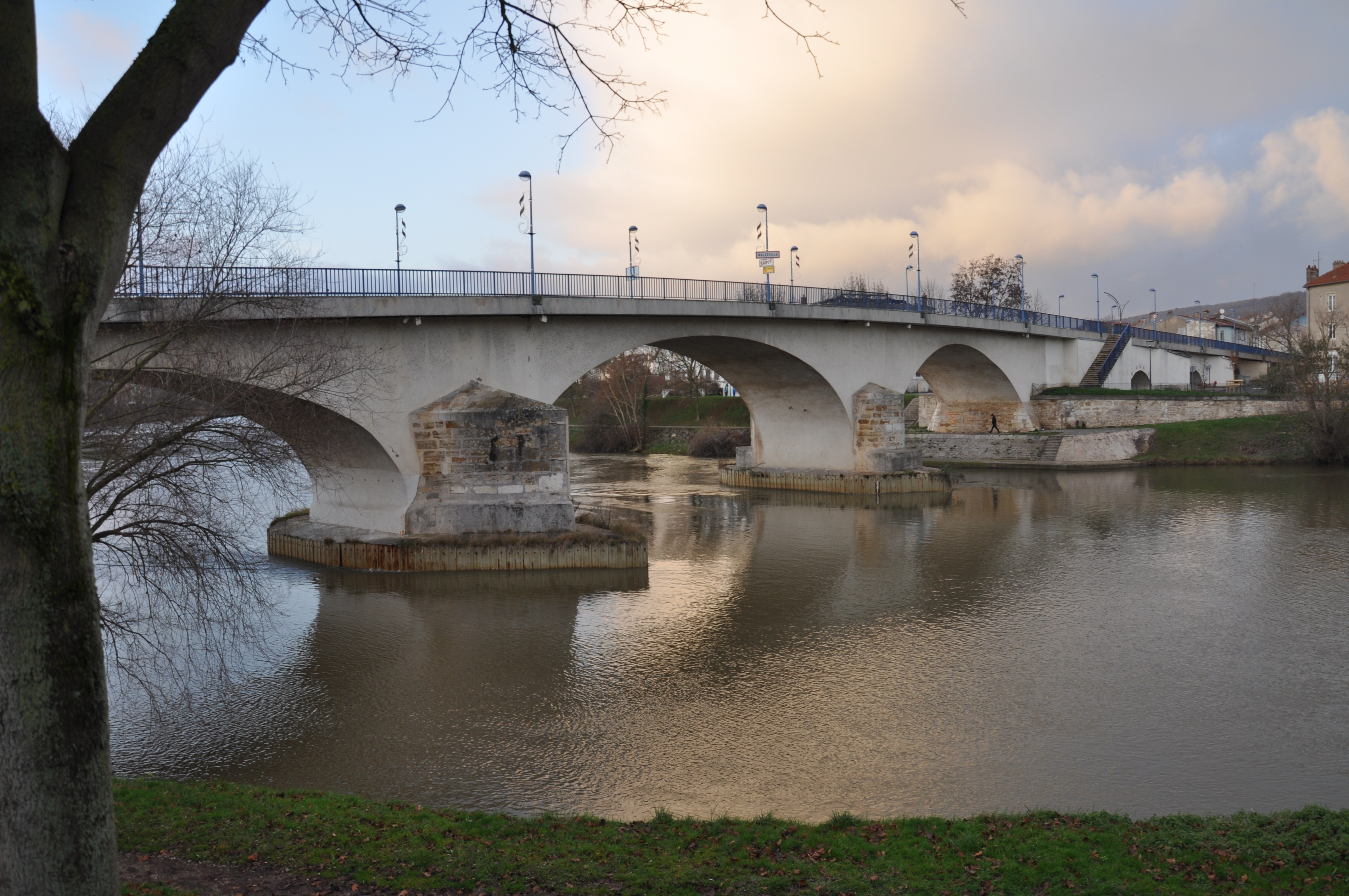
Pont de Malzéville, dénommé Pont Renaissance depuis 2013
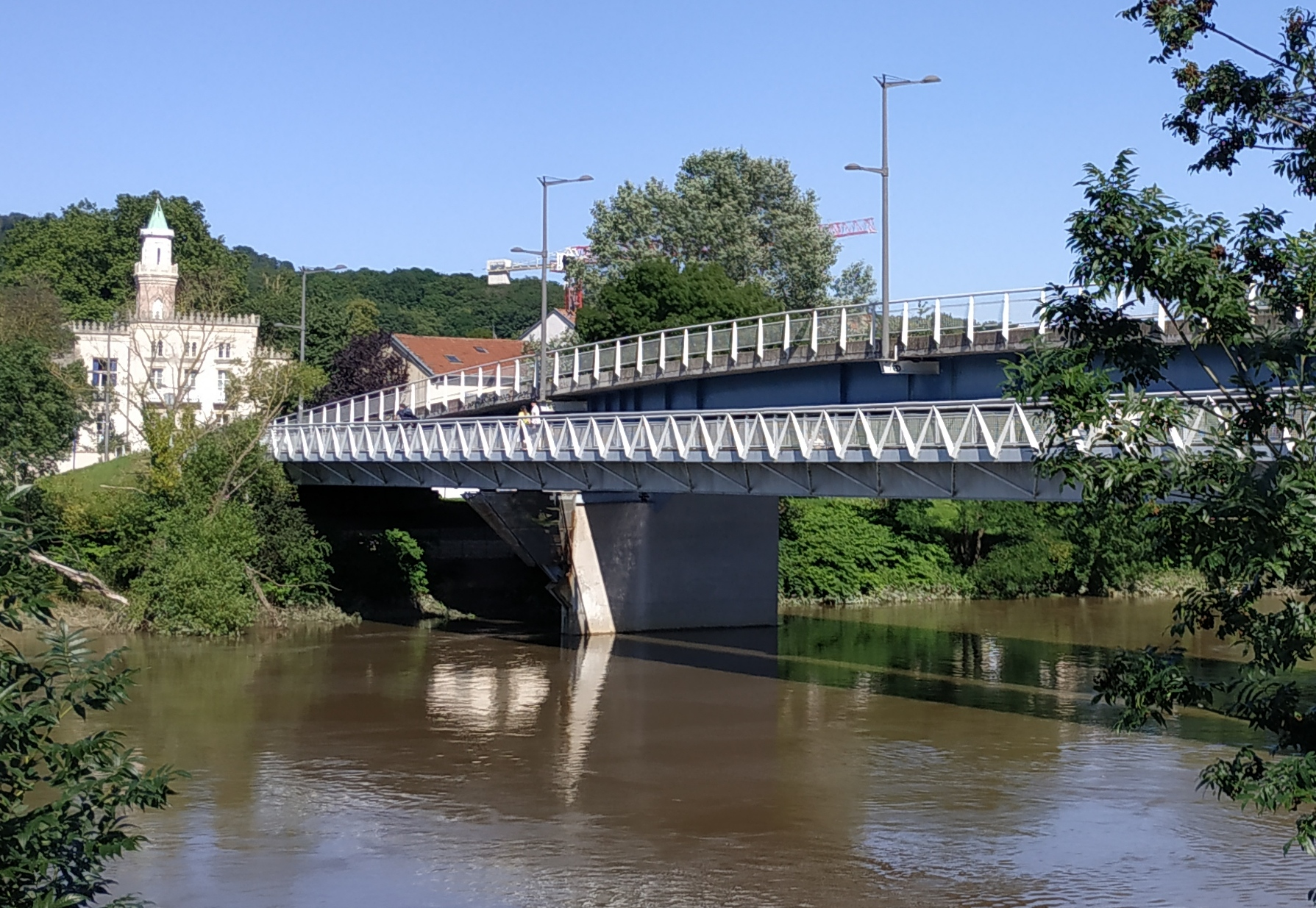
Pont Vayringe et La Douëra

### Bras Vert
Le nom “Bras Vert“ est donné à un bras mort de la Meurthe mis en cours d'eau à la fin du XIXe siècle par le creusement en amont d'un canal dit de décharge; il a été réaménagé en 1994-1996 dans le cadre du plan Meurthe-Canal – Rives de Meurthe décidé après les inondations de 1982 et 1983.
D'amont en aval : 
- Ancien pont ferroviaire des établissements Fruhinsholz[d],[4]
- Pont Gustave Nordon[e] (1742), avenue du XXe Corps (OA N74-070 PR 37+400)
- Pont du Colonel Paul Daum (1967), continuité entre la rue des Cristalleries (ancienne rue du Pont-Cassé[f]) et la rue Henri-Bazin
- Pont-passerelle des Grands-Moulins de Paris (1912), à usage privé[5],[g].

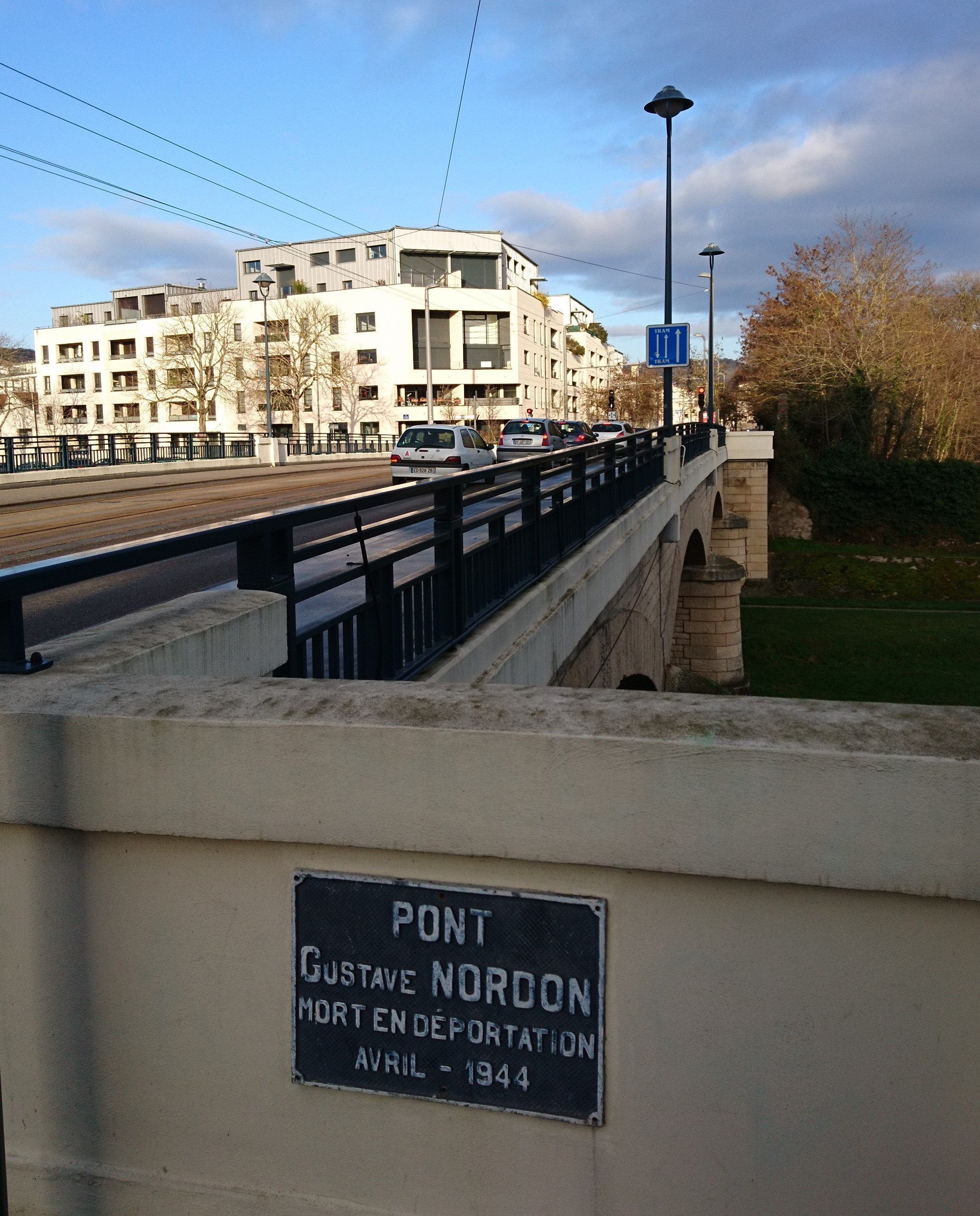
Pont Gustave Nordon
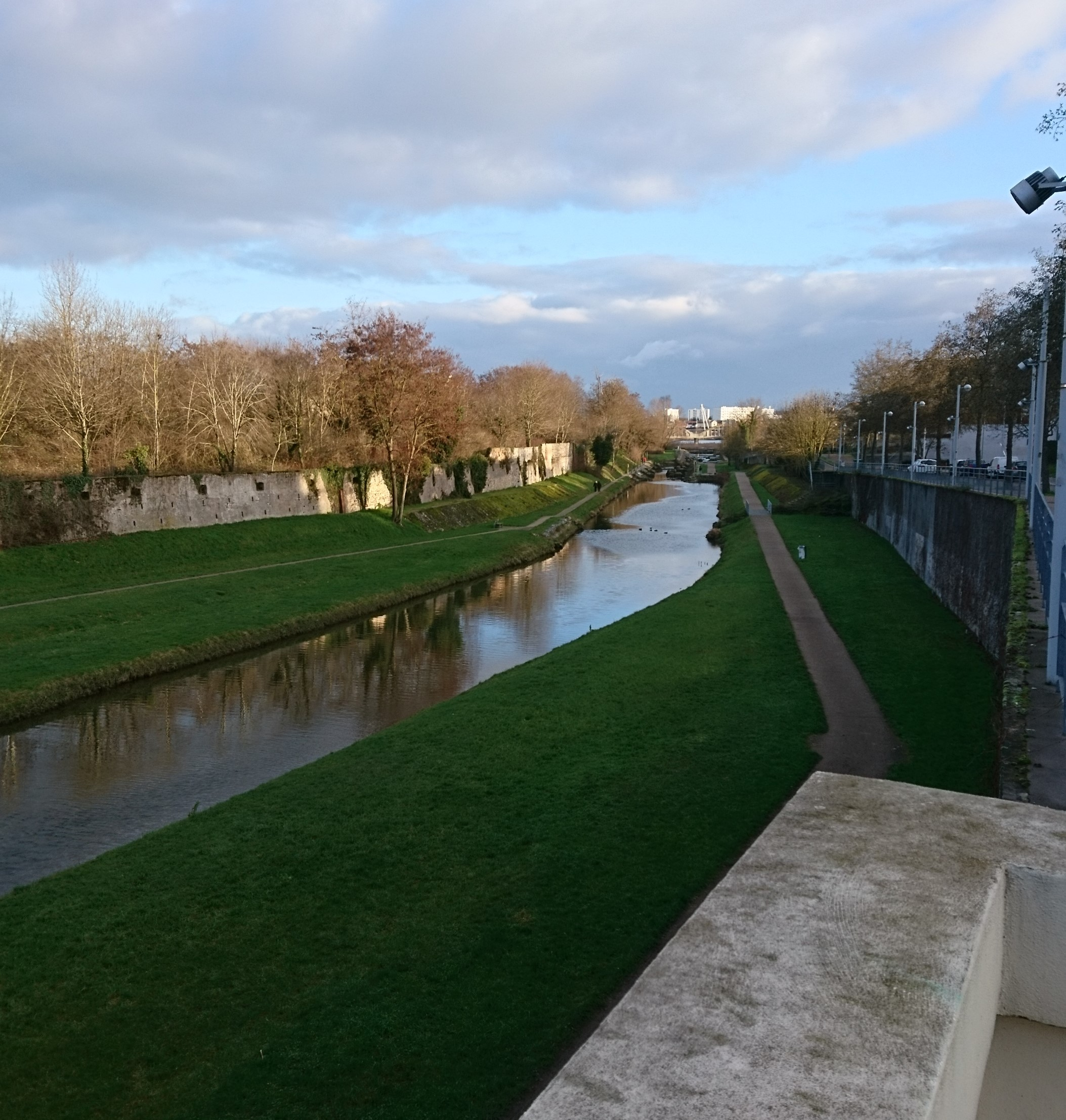
Bras Vert depuis le pont Nordon
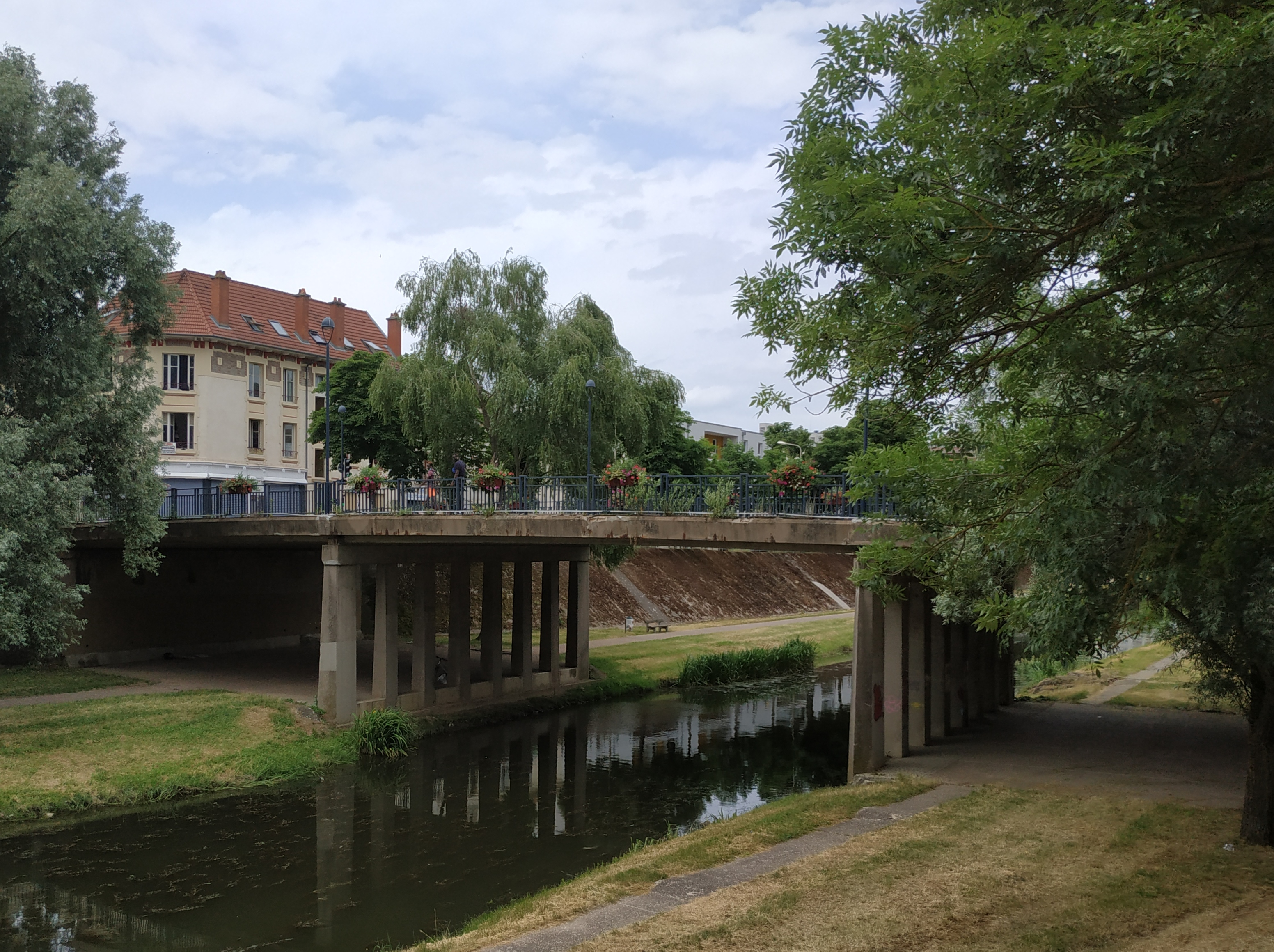
Pont du Colonel Paul Daum
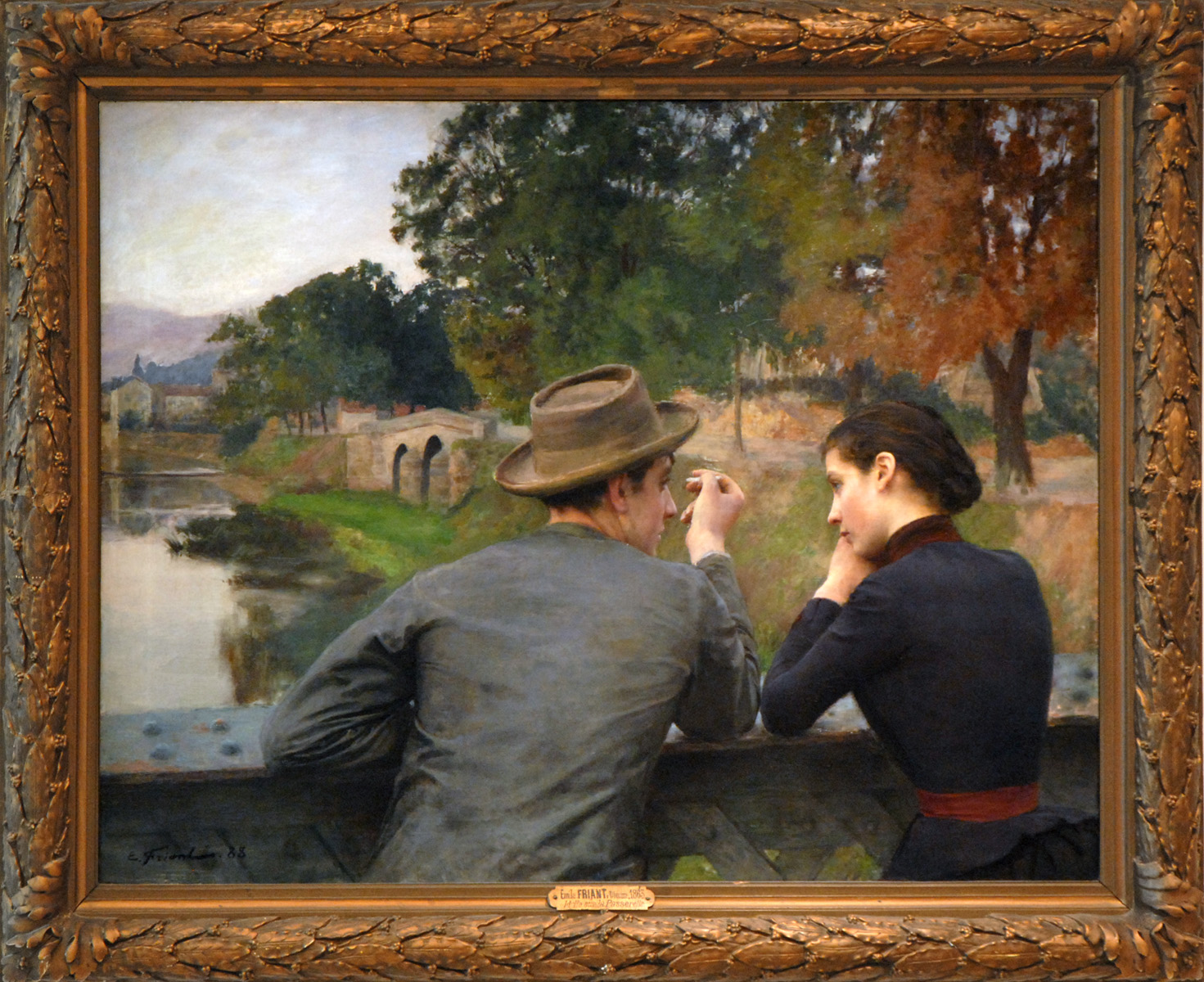
Les Amoureux sur la toute nouvelle passerelle du Pont-Cassé en 1888

## Ponts au-dessus du canal de la Marne au Rhin
Le canal de la Marne au Rhin a été construit à partir de 1839. Son kilométrage commence à Vitry-le-François :
- km 161.762 : pont Charles Dusaulx, dans la rue Charles Dusaulx reliant le faubourg des Trois-Maisons et Maxéville (NA HG 11)
- km 162.287 : pont du canal rue de Malzéville[h] (NA GA 001 A)
- Viaduc Louis-Marin
- km 163.460 : pont levant Bazin, rue Henri-Bazin[i]
- km 163.682 : pont du XXe Corps (OA N74-060 PR 37+000)
- Pont des Tiercelins[6]
- Pont Charles-Étienne Collignon (2000), reliant le boulevard Lobau et le quartier Rives de Meurthe
- km 165.000 : pont Molitor (pont fixe de 1877 remplaçant un pont suspendu), continuité entre la rue Molitor et la rue de Tomblaine
- Pont ferroviaire de l'ancienne ligne de Champigneulles à Houdemont[j]
- km 166.000 : pont du boulevard Lobau
- km 166.100 : ouvrage d'art de l'A330 entre La Malgrange et Nancy

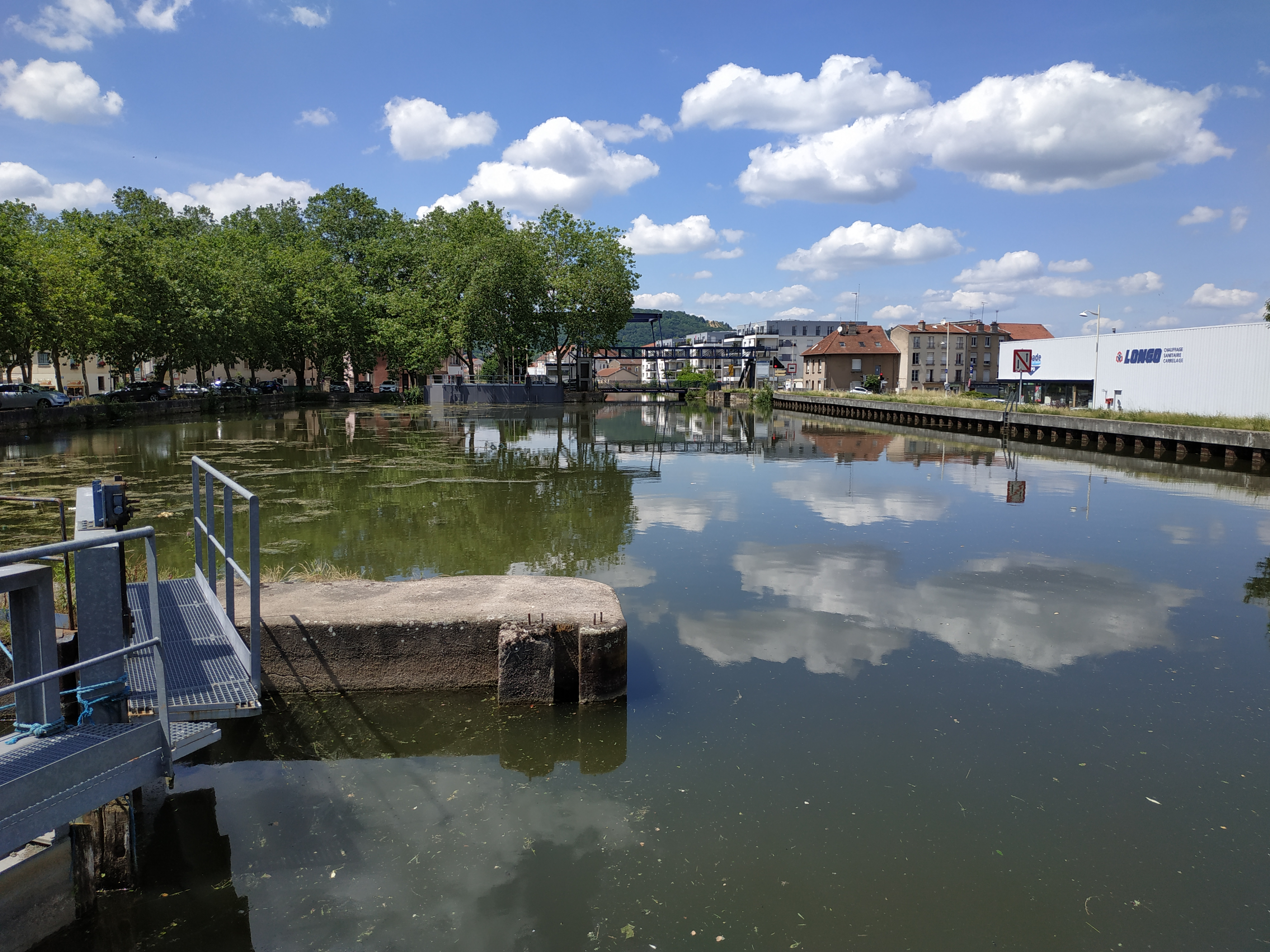
Pont basculant rue de Malzéville
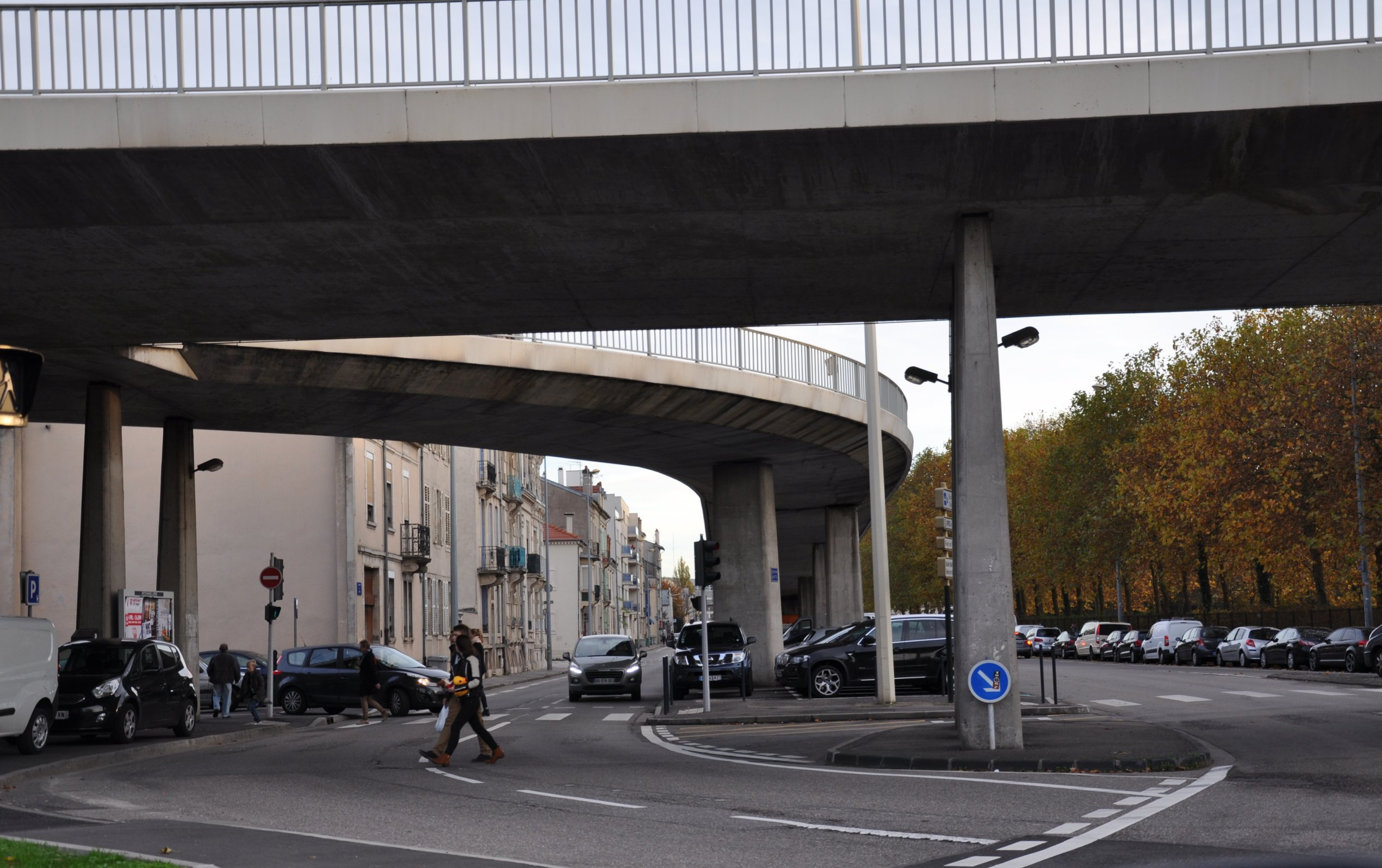
Rampe d'accès au viaduc Louis-Marin côté canal à Nancy
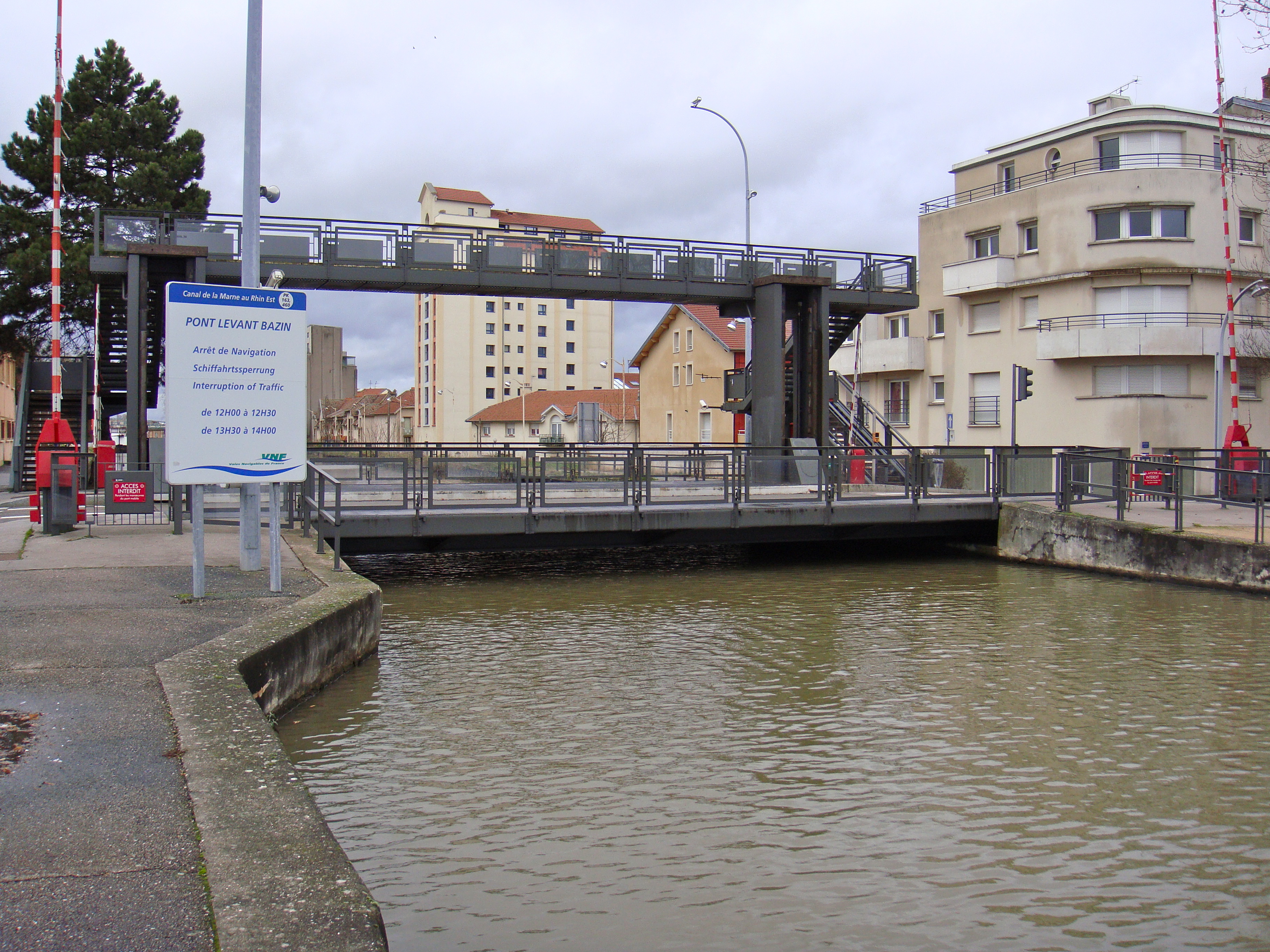
Pont levant Bazin et sa passerelle piétonne
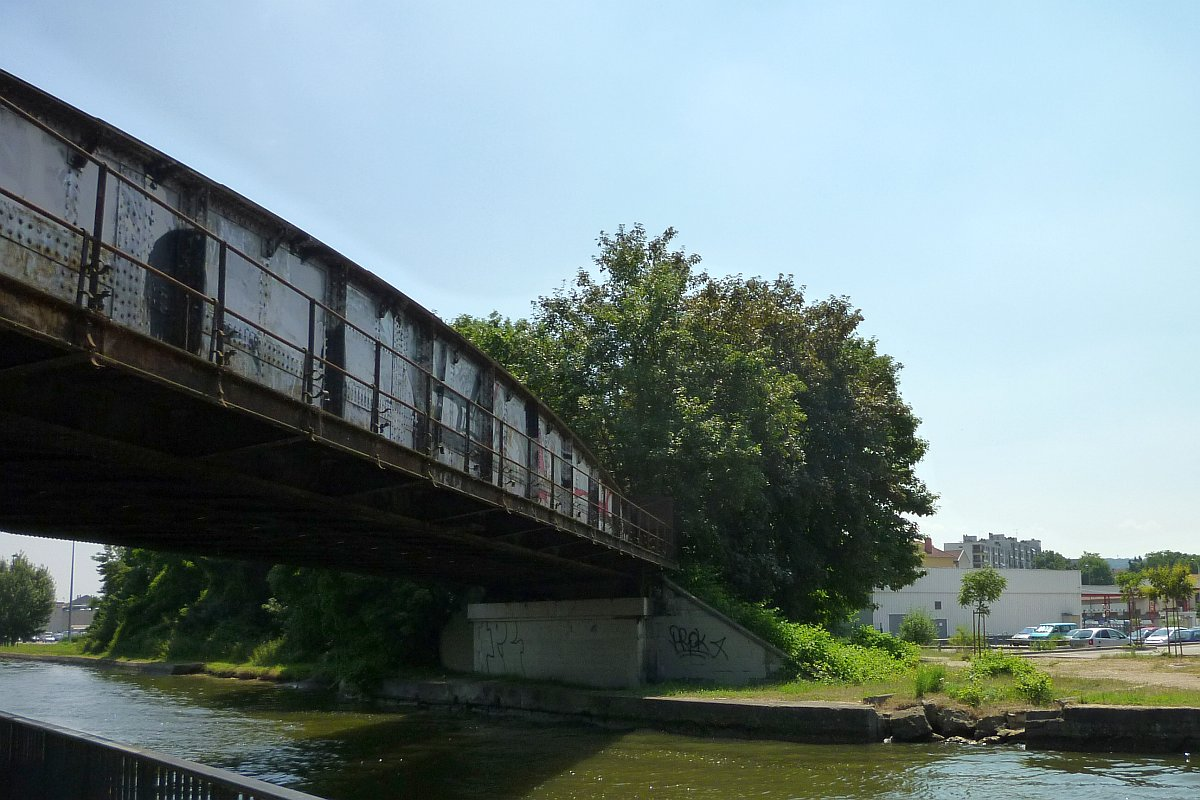
Pont désaffecté de la ligne de Champigneulles à Houdemont

### Pont en projet
- Pont Charles-III : la construction d'un pont levant rue Charles-III reste en 2022 à l'état d'annonce[7],[8]

## Ponts ferroviaires sur voies routières
Nancy est traversée depuis 1852 par la ligne de chemin de fer Paris-Strasbourg. On y dénombre 7 ponts ferroviaires, successivement entre Maxéville et Jarville-la-Malgrange : 
- Pont rue d'Auxonne - rue Alfred Mézières
- Pont rue de Boudonville - rue du Chanoine-Jacob
- Pont rue de Verdun - rue Désilles
- Pont sur le passage de la Ravinelle
- Pont sur la rue de Nabécor
- Pont rue de Mirecourt - rue de Bonsecours
- Pont sur la rocade sud-est M674

## Ponts routiers sur voies ferrées

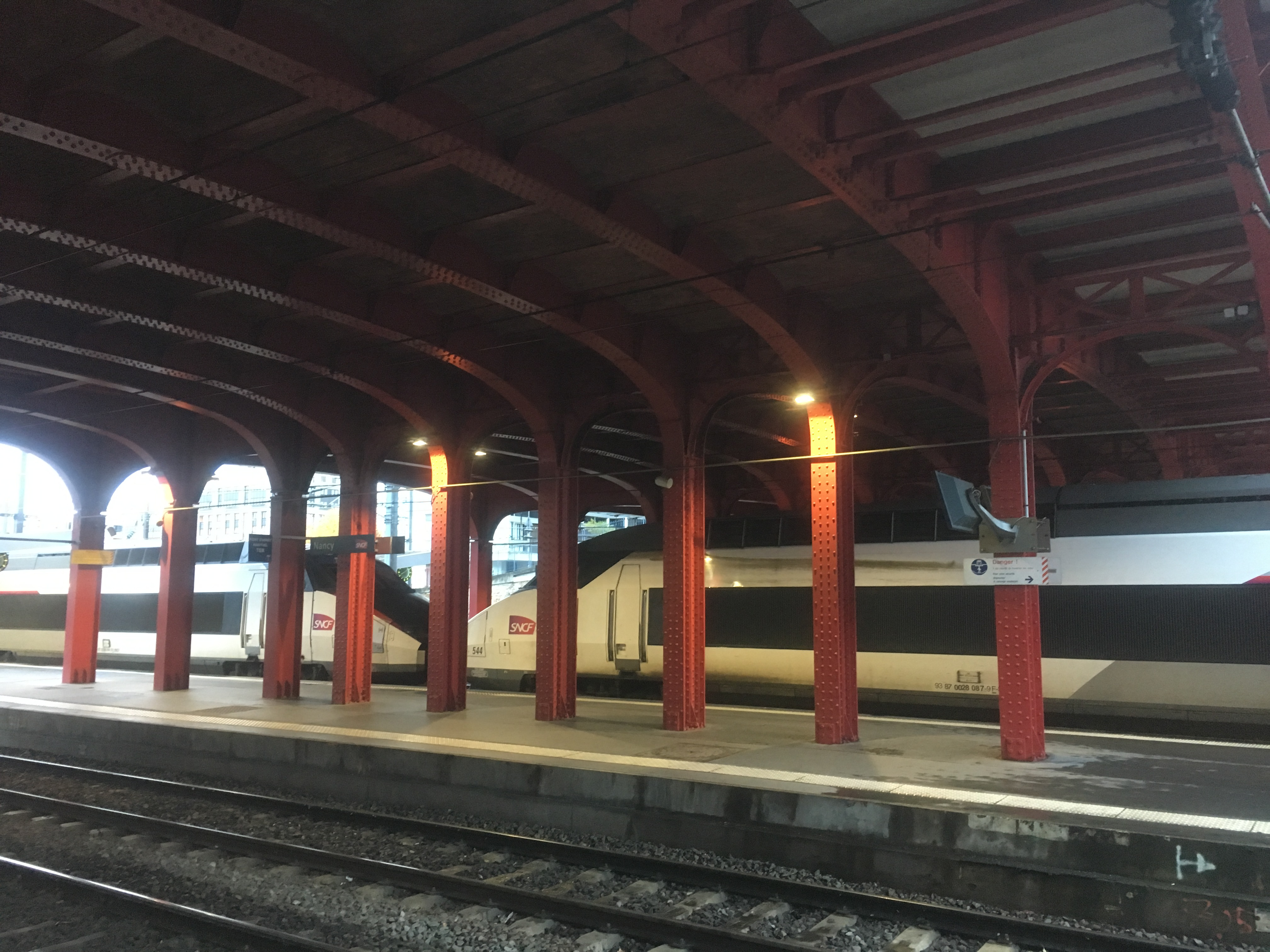
Sous le pont Saint-Jean, gare de Nancy

On dénombre 5 ponts routiers (PR) sur la ligne de chemin de fer ; en suivant le sens Paris-Strasbourg : 
- Pont Poincaré, anciennement pont Stanislas, dit aussi pont Saint-Léon, rue Raymond-Poincaré (D400)
- Pont Saint-Jean, dit aussi pont de la Gare ou pont de l'avenue Foch[9]
- Viaduc Kennedy (1966)
- Pont des Fusillés (1852), entre la rue de Mon-Désert et la place Alexandre-Ier (D400)
- Pont de l'avenue du Général-Leclerc, anciennement pont du Montet (D974-085 PR 31+787)

## Ponts supprimés
- Autopont Loritz du boulevard Lobau (1972-1999)[10]
- Autopont Bazin (1971-1995), rue Henri-Bazin[11]
- Ponts franchissant des ruisseaux désormais enfouis dans le système d'égouts du centre-ville, rue du Pont-Mouja et rue des Ponts
- Ponts de pierre des Grands Moulins[k]
- Ponts des mortes et des ruisseaux de la prairie de la Meurthe[l]
- Ponts historiques des portes de la Craffe [m], de la Citadelle[n], Saint-Jean, Saint-Nicolas et Saint-Georges, supprimés après le comblement des fossés de défense[12]

## Passerelles

### Passerelles piétonnes

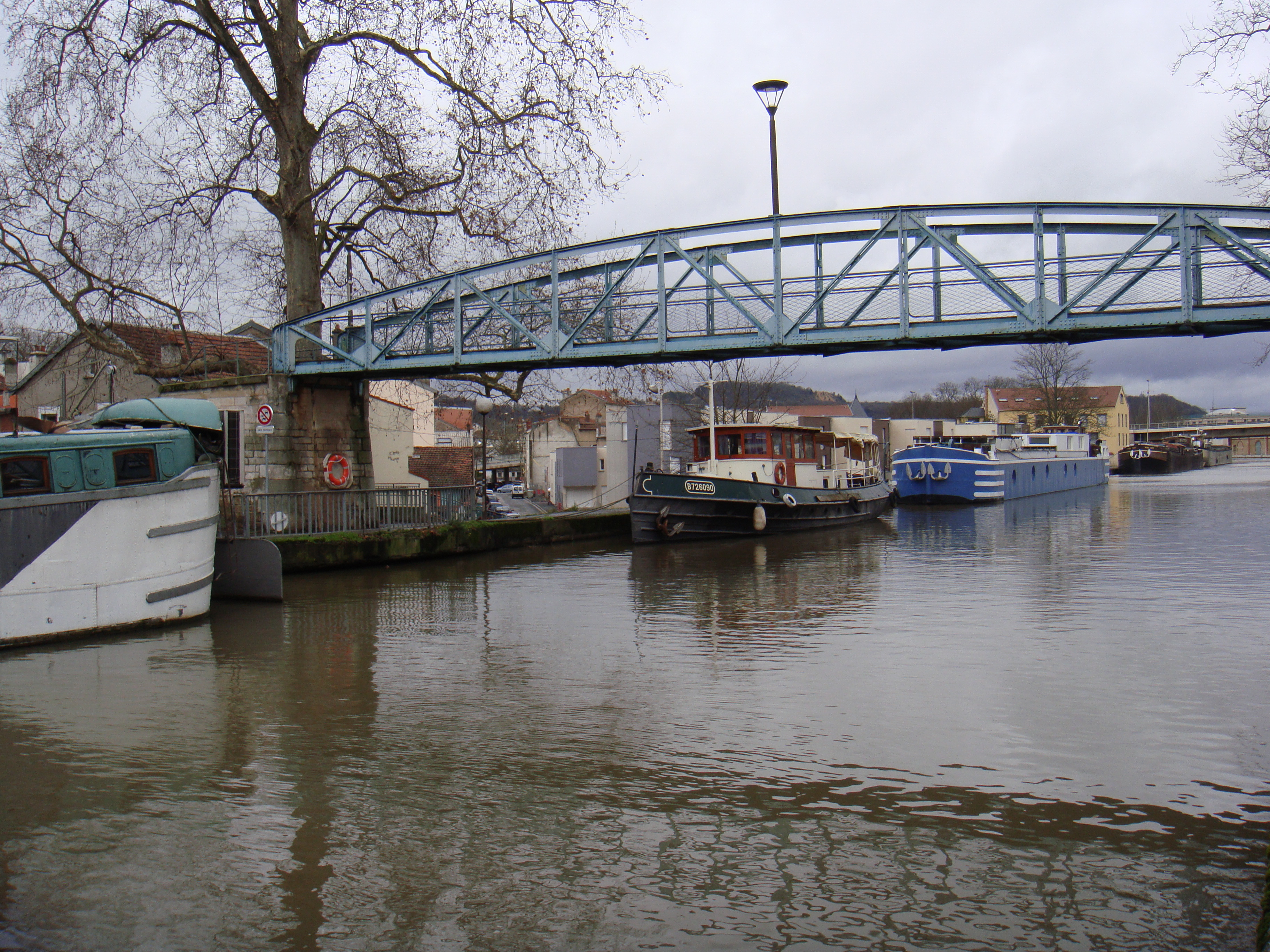
Passerelle Lecreulx

- Passerelle François Jacob, sur la voie ferrée, entre la rue Lepois et le quai Claude-le-Lorrain à l'est, et la rue Isabey à l'ouest
- Passerelle [sans nom] sur la voie ferrée, entre la rue de l'Abbé Grégoire et le quai de la Bataille
- Passerelle sur la vanne de la partie initiale du Bras Vert aménagée en parcours d'eaux-vives pour le stade nautique (1997)
- Passerelle Lecreulx, sur le canal, reliant par la rue Lecreulx le boulevard du 26e RI et la rue Oberlin
- Passerelles latérales des deux ponts mobiles sur le canal, rue de Malzéville et rue Henri-Bazin

### Passerelles cyclables
Toutes les passerelles cyclables sont également piétonnes.
- Passerelle de la Méchelle (2005), haubanée, longue de 240 m[o], adjacente au pont de la Concorde[13],[14]
- Pont ferroviaire désaffecté interdit à la circulation motorisée sur l'origine du Bras Vert, allant du nouveau Pôle nautique (1997) au chemin de promenade rive gauche de la Meurthe et à la rue de la Digue
- Passerelle du barrage de la Meurthe (1998), reliant l'aménagement du quai de la rive droite (Saint-Max) et l'île Vilgrain
- Passerelle du canal des Grands-Moulins de Nancy, reliant l'île Vilgrain et le quartier des Cristalleries et du Port-aux-Planches
- Passerelle du pont Vayringe (2005), reliant Nancy (rue du Crosne prolongée) et Malzéville (rue du Lion d'Or)

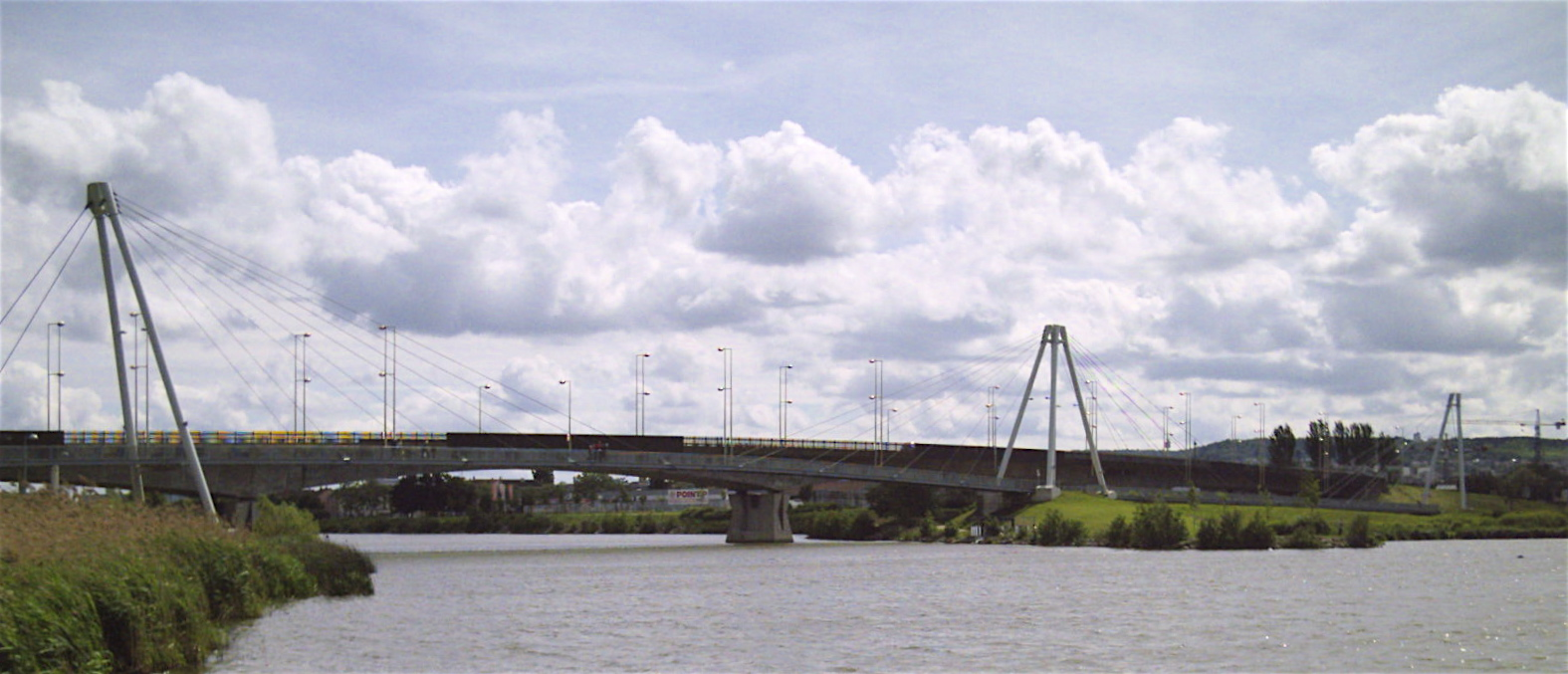
Passerelle de la Méchelle et pont de la Concorde
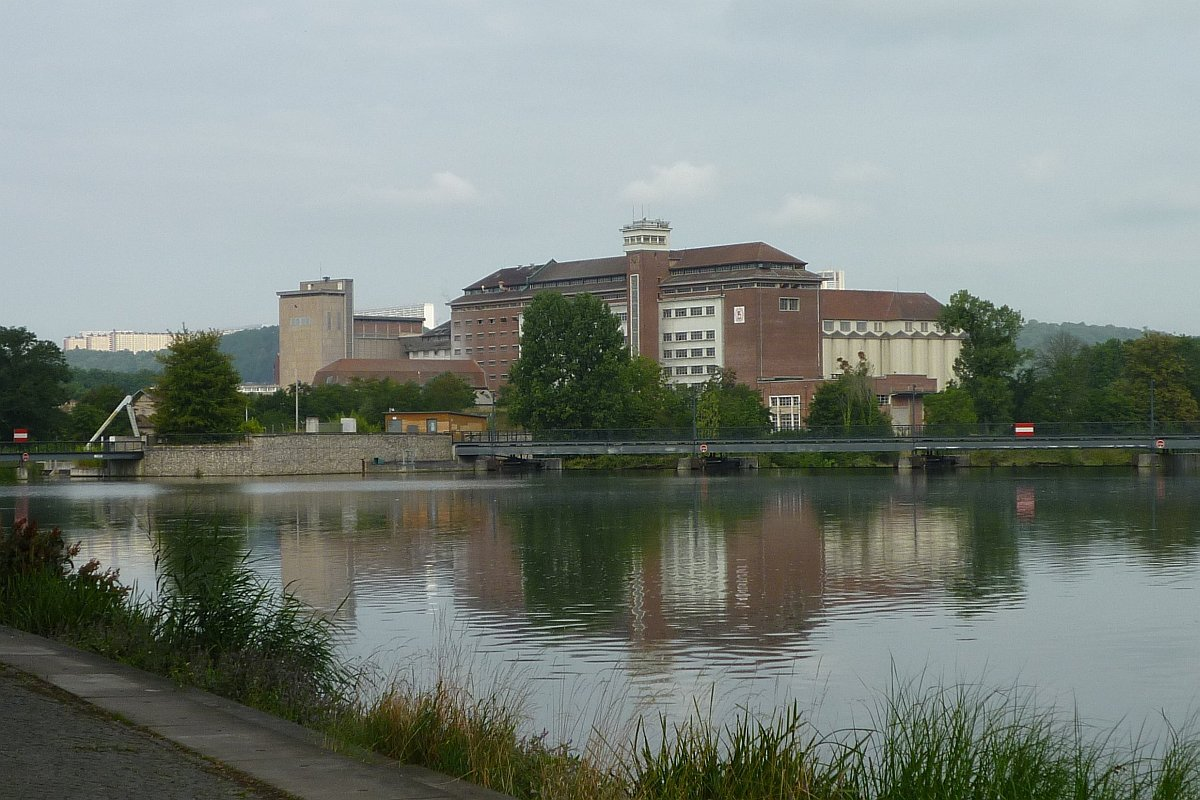
Passerelles de l'île Vilgrain, sur la Meurthe et sur le canal des Grands Moulins
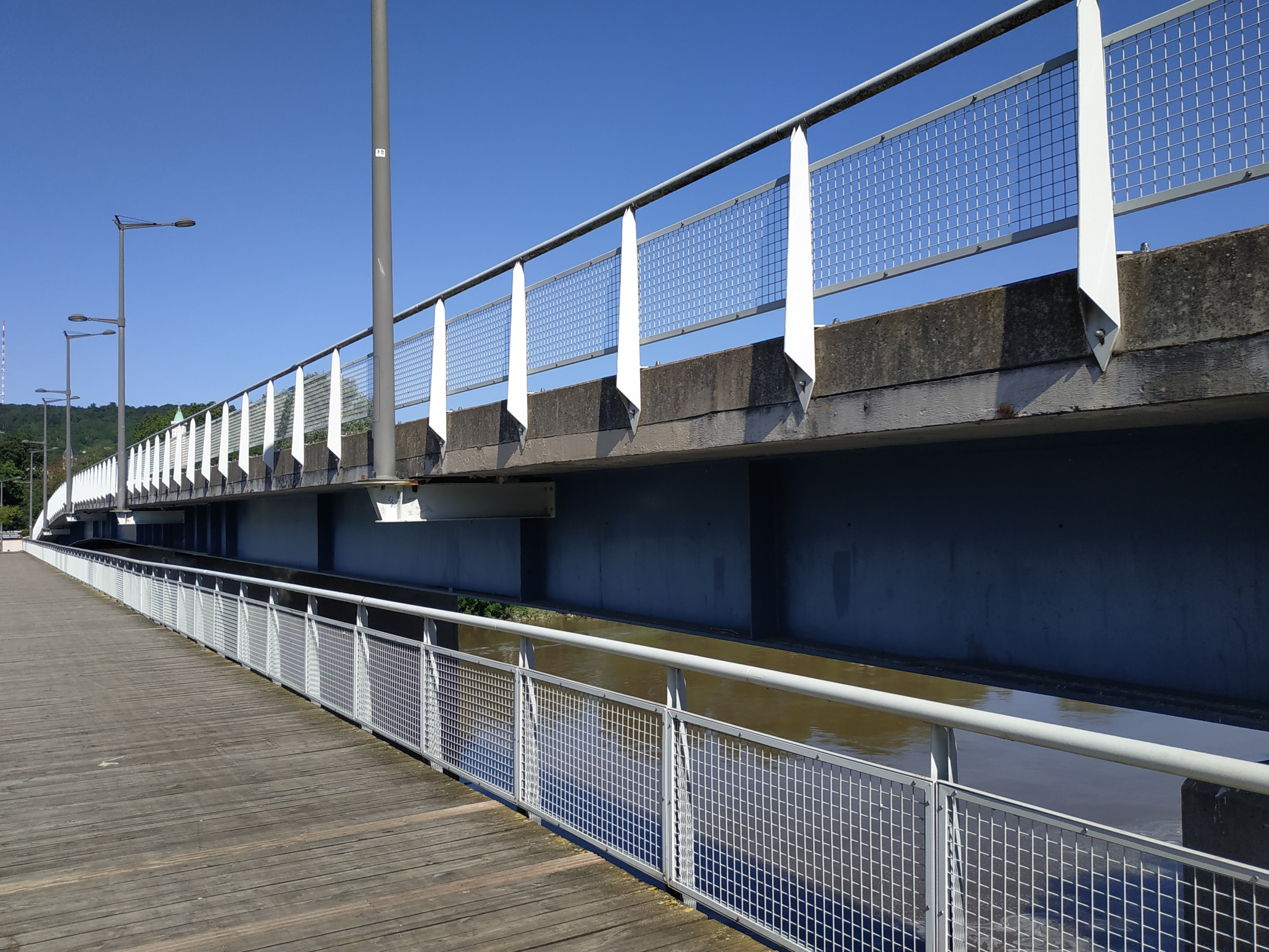
Passerelle et pont Vayringe

### Autre passerelle
- Passerelle couverte vitrée au-dessus du canal, reliant les deux bâtiments du Centre de réadaptation fonctionnelle Louis Pierquin (2007)